# Escalles
Pour les articles homonymes, voir Escale (homonymie).
Pour les articles ayant des titres homophones, voir Escales et Escale.
Escalles est une commune française située dans le département du Pas-de-Calais en région Hauts-de-France. Ses habitants sont appelés les Escallois.
La commune fait partie de la communauté d'agglomération Grand Calais Terres et Mers qui regroupe 14 communes et compte 98 828 habitants en 2021. Avec 218 habitants au dernier recensement de 2022, elle en est la plus petite commune.
Village de la Côte d'Opale, il est principalement connu pour abriter le cap Blanc-Nez, l'un des principaux sites touristiques du nord de la France. Le village est ainsi l'une des huit communes formant le Grand site des Deux Caps, labellisé « Grand Site de France » depuis 2011.
Le territoire de la commune est situé dans le parc naturel régional des Caps et Marais d'Opale.

## Géographie

### Localisation
Localisée dans le nord-ouest du département du Pas-de-Calais au pied du cap Blanc-Nez, Escalles est une commune de la Côte d'Opale située, à vol d'oiseau, à 10 km au sud-ouest de la commune de Calais (chef-lieu d'arrondissement).
Le territoire de la commune est limitrophe de ceux de cinq communes et de la Manche.
Les communes limitrophes sont  Bonningues-lès-Calais, Hervelinghen, Peuplingues, Sangatte et Wissant.

### Géologie et relief
La superficie de la commune est de 7,29 km2 ; son altitude varie de 0  à   154 m.

### Hydrographie
La commune est située dans le bassin Artois-Picardie. Elle n'est drainée par aucun cours d'eau,.

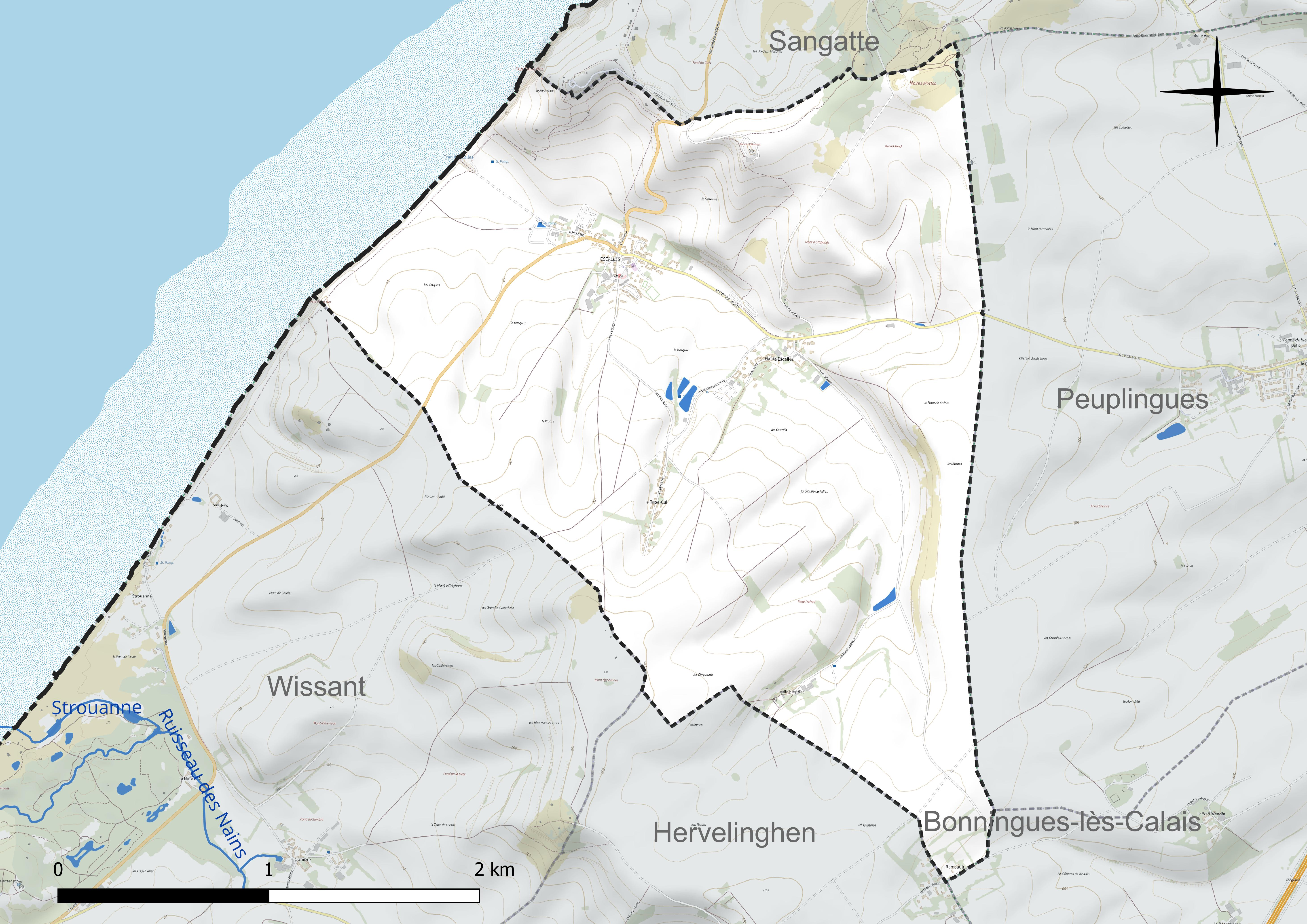
Réseau hydrographique d'Escalles.

### Climat
Pour des articles plus généraux, voir Climat des Hauts-de-France et Climat du Pas-de-Calais.
En 2010, le climat de la commune est de type climat océanique franc, selon une étude du CNRS s'appuyant sur une série de données couvrant la période 1971-2000. En 2020, Météo-France publie une typologie des climats de la France métropolitaine dans laquelle la commune est exposée à un climat océanique et est dans la région climatique Côtes de la Manche orientale, caractérisée par un faible ensoleillement (1 550 h/an) ; forte humidité de l'air (plus de 20 h/jour avec humidité relative > 80 % en hiver), vents forts fréquents.
Pour la période 1971-2000, la température annuelle moyenne est de 10,3 °C, avec une amplitude thermique annuelle de 12,4 °C. Le cumul annuel moyen de précipitations est de 782 mm, avec 12,2 jours de précipitations en janvier et 8,5 jours en juillet. Pour la période 1991-2020, la température moyenne annuelle observée sur la station météorologique la plus proche, située sur la commune de Marck à 17 km à vol d'oiseau, est de 11,0 °C et le cumul annuel moyen de précipitations est de 737,1 mm,. Pour l'avenir, les paramètres climatiques de la commune estimés pour 2050 selon différents scénarios d'émission de gaz à effet de serre sont consultables sur un site dédié publié par Météo-France en novembre 2022.

### Paysages
Pour un article plus général, voir Paysage en France.

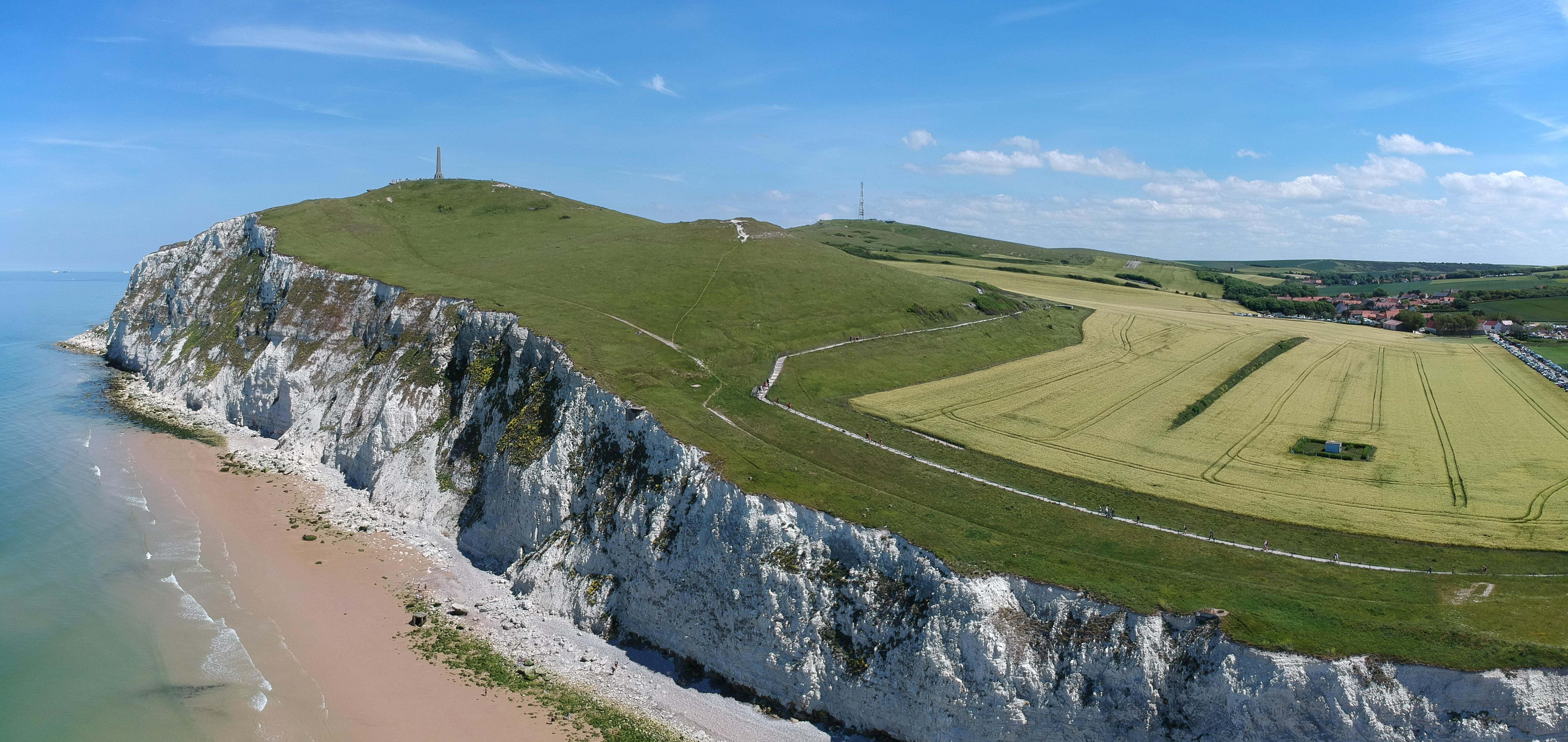
Une vue de ces « paysages des falaises d'Opale » et le cap Blanc-Nez.

La commune s'inscrit dans les « paysages des falaises d'Opale » tels qu'ils sont définis dans l'atlas de paysages de la région Nord-Pas-de-Calais, conçu par la direction régionale de l'Environnement, de l'Aménagement et du Logement (DREAL),.
Ces paysages, qui concernent 30 communes, s'étendent le long de la côte, d'Équihen-Plage  à Sangatte, sur une bande d'environ 50 kilomètres de long et d'un maximum de 5 kilomètres de large, l'autoroute A 16 étant la frontière à l'est. Ils sont constitués, d'une part, par les falaises d'Opale où se trouve le grand site des Deux Caps qui, avec le cap Blanc-Nez, culmine à 150 mètres, ces falaises offrent un belvédère sur le pas de Calais  avec la possibilité de voir les côtes d'Angleterre, et d'autre part, vers l'intérieur des terres, avec les paysages littoraux qui jouxtent ceux des coteaux calaisiens et du pays de Licques, d'un paysage alternant collines, vallons et bocages.
L'occupation des sols se répartit en 43 % de cultures pour les paysages arrière-littoraux, 20 % de sols artificialisés, 20 % de prairies et forêts et 10 % de plage.
Les crans constituent une des particularités de ces côtes à falaises. Les crans sont des vallées suspendues qui se sont retrouvées le « nez en l'air », soit du fait de l'affaissement du pas de Calais, soit par la baisse du niveau de la mer comme le cran d'Escalles, le cran Mademoiselle, le cran Poulet, le cran Barbier, le cran des Sillers, le cran de Quette et le cran aux Œufs, situés, eux, sur la commune d'Audinghen.
Ces paysages sont traversés par trois fleuves côtiers, la Liane (Boulogne-sur-Mer), le Wimereux (Wimereux) et la Slack (Ambleteuse), et par le sentier de grande randonnée GR 120 ou GR littoral, appelé aussi sentier des douaniers, qui chemine le long de ces paysages et offre un magnifique panorama.

### Milieux naturels et biodiversité

#### Espaces protégés et gérés
La protection réglementaire est le mode d'intervention le plus fort pour préserver des espaces naturels remarquables et leur biodiversité associée.
Dans ce cadre, la commune fait partie de quatre espaces protégés et gérés : 
- le parc naturel régional des Caps et Marais d'Opale, d'une superficie de 132 499 ha réparties sur 154 communes, géré par le syndicat mixte d'aménagement et de gestion du parc naturel régional des Caps et Marais d'Opale[13] ;
- le cap Blanc-Nez, terrain acquis par le Conservatoire du littoral, d'une superficie de 343 ha[14] ;
- le petit Blanc-Nez, terrain acquis par le Conservatoire du littoral, d'une superficie de 13,87 ha[15] ;
- le Cap Blanc Nez, protégé par un arrêté préfectoral de protection de biotope, d'une superficie de 129,36 ha[16].

#### Zone naturelle d'intérêt écologique, faunistique et floristique
L'inventaire des zones naturelles d'intérêt écologique, faunistique et floristique (ZNIEFF) a pour objectif de réaliser une couverture des zones les plus intéressantes sur le plan écologique, essentiellement dans la perspective d'améliorer la connaissance du patrimoine naturel national et de fournir aux différents décideurs un outil d'aide à la prise en compte de l'environnement dans l'aménagement du territoire.
Le territoire communal comprend une ZNIEFF de type 1 : le site du Cap Blanc-Nez, mont d'Hubert, mont Vasseur et fond de la Forge. Ce site marque la fin de la partie nord des collines de l'Artois sur laquelle se trouve la seule falaise crétacique littorale de la région Nord-Pas de Calais, culminant à plus de 150 mètres.

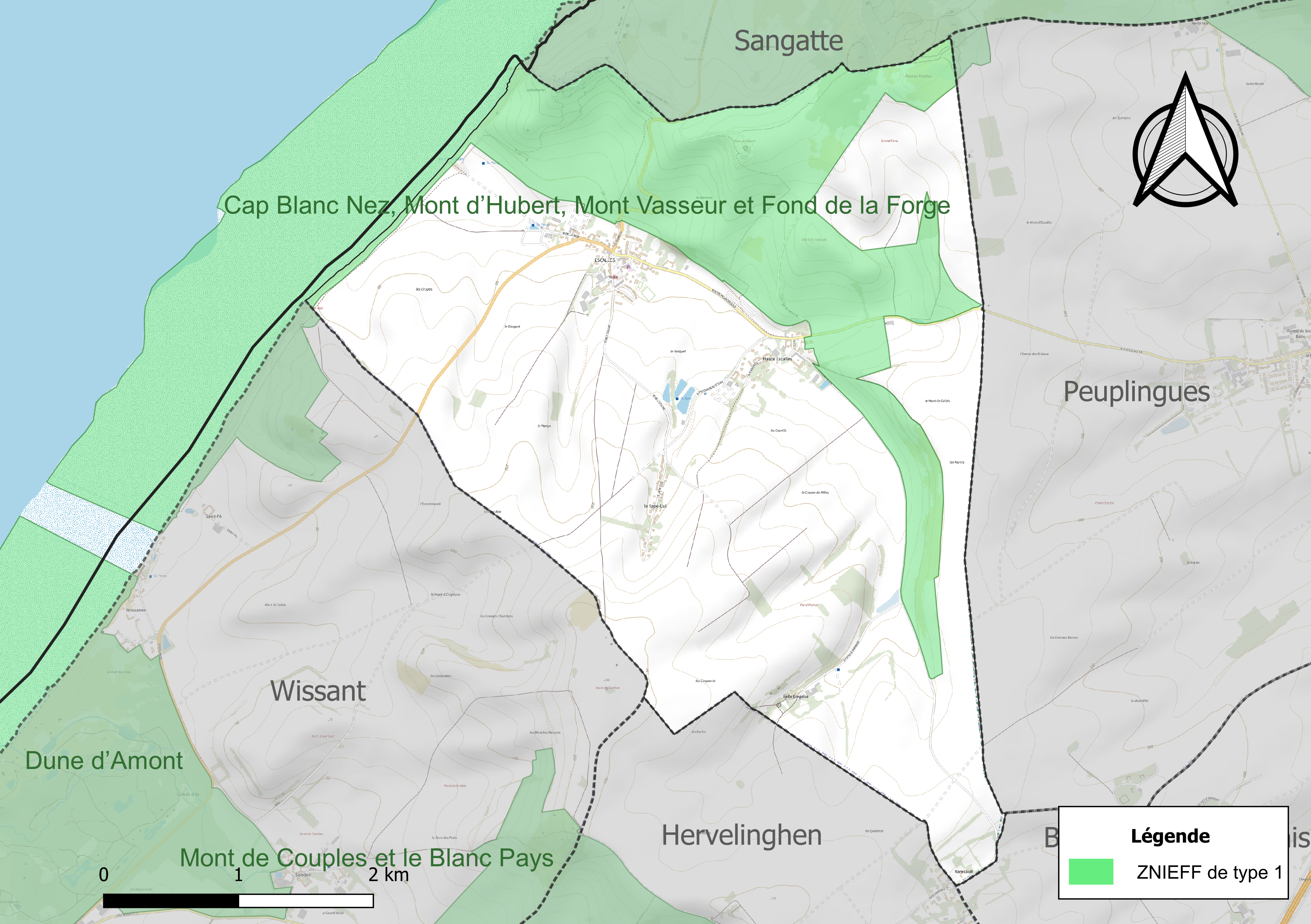
Carte de la ZNIEFF sur la commune.

#### Patrimoine géologique
Sur le territoire communal se trouve le site des formations crétacées dans les falaises du Cap Blanc-Nez. Il est inscrit à l'inventaire national du patrimoine géologique et on y trouve des roches sédimentaires déposées entre l'Albien et le Turonien supérieur.

#### Site Natura 2000
Le réseau Natura 2000 est un réseau écologique européen de sites naturels d'intérêt écologique élaboré à partir des directives « habitats » et « oiseaux ». Ce réseau est constitué de zones spéciales de conservation (ZSC) et de zones de protection spéciale (ZPS). Dans les zones de ce réseau, les États membres s'engagent à maintenir dans un état de conservation favorable les types d'habitats et d'espèces concernés, par le biais de mesures réglementaires, administratives ou contractuelles.
Sur la commune, un site Natura 2000 de type B est défini en site d'importance communautaire (SIC) : les falaises et pelouses du cap Blanc-Nez, du mont d'Hubert, des Noires Mottes, du fond de la Forge et du mont de Couple, d'une superficie de 728 hectares dont 40 % de superficie marine, avec une altitude maximum de 162 mètres.

## Urbanisme

### Typologie
Au 1er janvier 2024, Escalles est catégorisée commune rurale à habitat dispersé, selon la nouvelle grille communale de densité à sept niveaux définie par l'Insee en 2022.
Elle est située hors unité urbaine. Par ailleurs la commune fait partie de l'aire d'attraction de Calais, dont elle est une commune de la couronne,. Cette aire, qui regroupe 45 communes, est catégorisée dans les aires de 50 000 à moins de 200 000 habitants,.
La commune, bordée par la Manche, est également une commune littorale au sens de la loi du 3 janvier 1986, dite loi littoral. Des dispositions spécifiques d'urbanisme s'y appliquent dès lors afin de préserver les espaces naturels, les sites, les paysages et l'équilibre écologique du littoral, tel le principe d'inconstructibilité, en dehors des espaces urbanisés, sur la bande littorale des 100 mètres, ou plus si le plan local d'urbanisme le prévoit.

### Occupation des sols
L'occupation des sols de la commune, telle qu'elle ressort de la base de données européenne d'occupation biophysique des sols Corine Land Cover (CLC), est marquée par l'importance des territoires agricoles (88,6 % en 2018), en diminution par rapport à 1990 (90,3 %). La répartition détaillée en 2018 est la suivante : 
terres arables (88,6 %), milieux à végétation arbustive et/ou herbacée (11,4 %). L'évolution de l'occupation des sols de la commune et de ses infrastructures peut être observée sur les différentes représentations cartographiques du territoire : la carte de Cassini (XVIIIe siècle), la carte d'état-major (1820-1866) et les cartes ou photos aériennes de l'IGN pour la période actuelle (1950 à aujourd'hui).

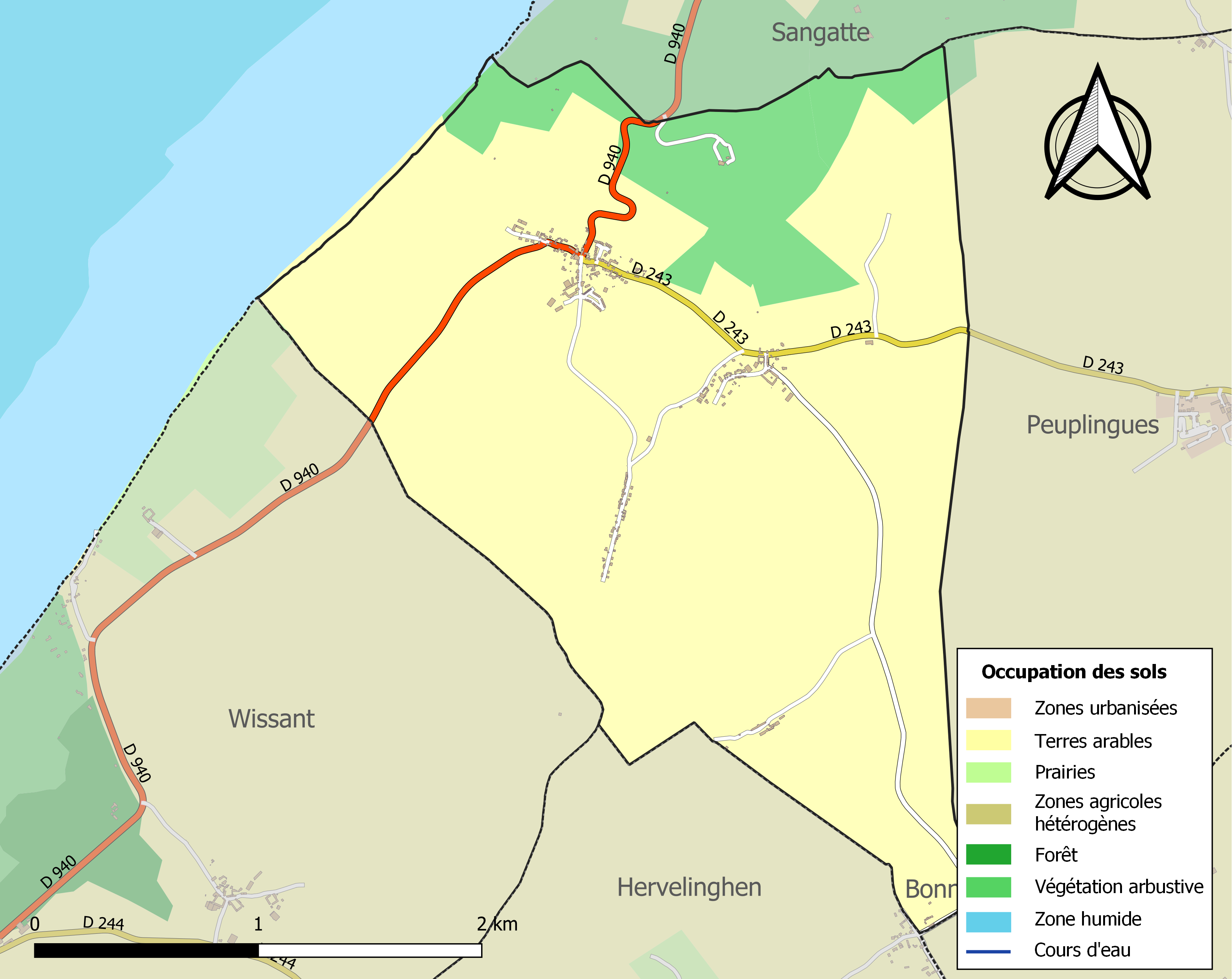
Carte des infrastructures et de l'occupation des sols de la commune en 2018 (CLC).

### Voies de communication et transports
La commune est desservie par les routes départementales D 243 et D 940 et est située à 5 km, à l'ouest, de la sortie no 40 de l'autoroute A 16, baptisée L'Européenne, reliant L'Isle-Adam à la frontière belge.

#### Transport ferroviaire
La commune se trouve à 8 km, à l'ouest, de la gare de Calais - Fréthun, située sur la ligne LGV Nord et la ligne de Boulogne-Ville à Calais-Maritime, desservie par des TGV inOui et des TER (dont TERGV).

#### Transport en commun
Escalles est desservie en été par la ligne 5 du réseau Imag'in. Le service de transport à la demande Prox'in 5 complète la desserte. La commune est également desservie par la ligne 427 du réseau interurbain du Pas-de-Calais reliant Calais à Boulogne-sur-Mer.

## Toponymie
Le nom de la localité est attesté sous les formes Scala en 844-877 ; Scalas ou Scalae en 1040 ; Scales en 1107-1112 ; Scalae Bertiniacae au XIIIe siècle ; Escales en 1297 ; Escailles en 1543 ; Skale en 1550 ; Haute et basse Escalles en 1584 ; Ecalles en 1607 ; Escalles en 1681,, Ecalles en 1793 et Escalles depuis1801.
Skale en flamand.
Il s'agit d'une formation toponymique sans doute médiévale qui consiste en un seul appellatif pris absolument,.
Cependant, plusieurs hypothèses existent sur son origine exacte. Albert Dauzat rapproche Escalles des noms de lieu du type L'Échelle (Ardenne, Scala 1262); L'Échelle (Somme), ainsi que du type occitan Escales (Aude, Scalas 979), auxquels il attribue le sens d'« échelle → pente abrupte ». Cela correspond au site environnant Escales, notamment celui du Mont-Hubert. Maurits Gysseling compare avec les noms de lieux anglais Scales et normands Écalles et suggère de l'interpréter par le vieux norrois skáli « baraque ».
François de Beaurepaire le cite lui aussi avec les toponymes anglais Scales et normands (Estouteville-Écalles , Seine-Maritime, Scalis fin XIIe siècle; Villers-Écalles, Seine-Maritime, Escalis XIIe siècle); Foucart, Seine-Maritime, Foucart Escalles jusqu'au XVIIIe siècle; Touffrécal, Seine-Maritime, Torfrescalis 1156-1161, nom de personne vieux norrois Þorfridr; Brecquécal, Manche, sur le vieux norrois brekka « pente, élévation »). Cependant, s'il considère bien les toponymes normands comme issus du vieux norrois skáli « habitation temporaire ». Il émet également l'hypothèse de l'anglo-saxon scale de sens proche qui selon lui se retrouve dans Escalles. Il le met en lien avec les établissements [anglo-]saxons du Boulonnais (notamment les noms en -thun, équivalent du -ton anglais). Cependant le mot anglo-saxon *scale ne semble pas attesté et A. D. Mills explique les Scales du nord de l'Angleterre tout comme Gysseling par le vieux norrois skáli. Les noms de lieux germaniques du Boulonnais ont fait l'objet d'une étude plus récente d'Arnaud Fournet dans la Nouvelle revue d'onomastique. Il considère *skal « abri » comme germanique sans plus de précision.

## Histoire
Des fouilles effectuées en 1863-1864 ont révélé que des mottes, d'une hauteur allant jusqu'à environ un mètre, situées sur Escalles (de même que sur la commune voisine de Sangatte) étaient des tumulus, où ont été retrouvés des ossements, datant possiblement des Gaulois.
Vers 1120, Escalles était une seigneurie dépendant de l'abbaye de Saint-Bertin de Saint-Omer. Les habitants d'Escalles devaient différentes servitudes aux comtes de Guînes, dont à Manassès Ier de Guînes en particulier, comme l'obligation de construire des ouvrages en son château de Gu̩înes. En 1124, Lambert, abbé de Saint-Bertin, obtint de Manassès que cette obligation cesse. En échange, Manassès reçut la promesse que les habitants d'Escalles lui apporteraient leur assistance en cas de guerre.
En 1266, un accord est passé entre le comte de Guînes Arnould III de Guînes et l'abbaye de Saint-Bertin au sujet de terres situées à Scales. Et en 1272, le même comte entérine l'accord passé avec l'abbaye au sujet de la libre circulation des tenanciers du monastère demeurant à Scales pour faire commerce de draps et de laines.

## Politique et administration

### Découpage territorial
La commune se trouve, depuis 1962, dans l'arrondissement de Calais du département du Pas-de-Calais, auparavant, depuis 1801, elle se trouvait dans l'arrondissement de Boulogne-sur-Mer.

#### Commune et intercommunalités
La commune est membre de la communauté d'agglomération Grand Calais Terres et Mers.

#### Circonscriptions administratives
La commune est rattachée au canton de Calais-1.

#### Circonscriptions électorales
Pour l'élection des députés, la commune fait partie de la septième circonscription du Pas-de-Calais.

### Élections municipales et communautaires

#### Liste des maires
| Période                                  | Période                       | Identité     | Étiquette | Qualité                                                         |
| ---------------------------------------- | ----------------------------- | ------------ | --------- | --------------------------------------------------------------- |
| Les données manquantes sont à compléter. |                               |              |           |                                                                 |
| 1977                                     | En cours (au 17 février 2022) | Marc Boutroy | DVD       | Réélu pour le mandat 2014-2020, Réélu pour le mandat 2020-2026, |

## Équipements et services publics

### Enseignement
La commune est située dans l'académie de Lille et dépend, pour les vacances scolaires, de la zone B.
La commune administre l'école maternelle Françoise Dolto en regroupement pédagogique intercommunal (RPI 121).

### Justice, sécurité, secours et défense
La commune dépend du tribunal de proximité de Calais, du conseil de prud'hommes de Calais, du tribunal judiciaire de Boulogne-sur-Mer, de la cour d'appel de Douai, du tribunal de commerce de Boulogne-sur-Mer, du tribunal administratif de Lille, de la cour administrative d'appel de Douai, du pôle nationalité du tribunal judiciaire de Boulogne-sur-Mer et du tribunal pour enfants de Boulogne-sur-Mer.

## Population et société

### Démographie
Les habitants de la commune sont appelés les Escallois.

#### Évolution démographique
L'évolution du nombre d'habitants est connue à travers les recensements de la population effectués dans la commune depuis 1793. Pour les communes de moins de 10 000 habitants, une enquête de recensement portant sur toute la population est réalisée tous les cinq ans, les populations de référence des années intermédiaires étant quant à elles estimées par interpolation ou extrapolation. Pour la commune, le premier recensement exhaustif entrant dans le cadre du nouveau dispositif a été réalisé en 2004.

En 2022, la commune comptait 218 habitants, en évolution de −6,44 % par rapport à 2016 (Pas-de-Calais : −0,72 %, France hors Mayotte : +2,11 %).
| 1793 | 1800 | 1806 | 1821 | 1831 | 1836 | 1841 | 1846 | 1851 |
| ---- | ---- | ---- | ---- | ---- | ---- | ---- | ---- | ---- |
| 187  | 240  | 254  | 308  | 352  | 354  | 319  | 298  | 318  |

| 1856 | 1861 | 1866 | 1872 | 1876 | 1881 | 1886 | 1891 | 1896 |
| ---- | ---- | ---- | ---- | ---- | ---- | ---- | ---- | ---- |
| 271  | 287  | 267  | 257  | 260  | 280  | 261  | 259  | 269  |

| 1901 | 1906 | 1911 | 1921 | 1926 | 1931 | 1936 | 1946 | 1954 |
| ---- | ---- | ---- | ---- | ---- | ---- | ---- | ---- | ---- |
| 281  | 234  | 230  | 243  | 241  | 245  | 247  | 234  | 223  |

| 1962 | 1968 | 1975 | 1982 | 1990 | 1999 | 2004 | 2006 | 2009 |
| ---- | ---- | ---- | ---- | ---- | ---- | ---- | ---- | ---- |
| 216  | 199  | 149  | 286  | 320  | 321  | 330  | 335  | 300  |

| 2014 | 2019 | 2022 | - | - | - | - | - | - |
| ---- | ---- | ---- | - | - | - | - | - | - |
| 246  | 217  | 218  | - | - | - | - | - | - |

#### Pyramide des âges
En 2018, le taux de personnes d'un âge inférieur à 30 ans s'élève à 26,7 %, soit en dessous de la moyenne départementale (36,7 %). À l'inverse, le taux de personnes d'âge supérieur à 60 ans est de 33,6 % la même année, alors qu'il est de 24,9 % au niveau départemental.
En 2018, la commune comptait 102 hommes pour 120 femmes, soit un taux de 54,05 % de femmes, largement supérieur au taux départemental (51,5 %).
Les pyramides des âges de la commune et du département s'établissent comme suit.
| Hommes | Classe d’âge | Femmes |
| ------ | ------------ | ------ |
| 0,0    | 90 ou +      | 0,9    |
| 5,0    | 75-89 ans    | 12,0   |
| 27,0   | 60-74 ans    | 22,2   |
| 25,0   | 45-59 ans    | 23,9   |
| 18,0   | 30-44 ans    | 12,8   |
| 14,0   | 15-29 ans    | 13,7   |
| 11,0   | 0-14 ans     | 14,5   |

| Hommes | Classe d’âge | Femmes |
| ------ | ------------ | ------ |
| 0,5    | 90 ou +      | 1,6    |
| 5,6    | 75-89 ans    | 8,9    |
| 16,7   | 60-74 ans    | 18,1   |
| 20,2   | 45-59 ans    | 19,2   |
| 18,9   | 30-44 ans    | 18,1   |
| 18,2   | 15-29 ans    | 16,2   |
| 19,9   | 0-14 ans     | 17,9   |

### Sports et loisirs

#### Pistes cyclables
La piste cyclable « La Vélomaritime », partie côtière française de la « Véloroute de l'Europe - EuroVelo 4 », qui relie Roscoff en France à Kiev en Ukraine sur 5 100 km, traverse la commune, en venant de Wissant pour desservir Bonningues-lès-Calais,.

#### Sentier pédestre
Le sentier de grande randonnée GR 120 ou GR littoral (partie du sentier européen E9 allant du Portugal à l'Estonie), appelé aussi sentier des douaniers, traverse la commune en longeant la côte.

## Économie

### Tourisme

#### Hôtellerie, camping et autres hébergements collectifs
Au 1er janvier 2025, la commune dispose d'un hôtel pour une capacité totale de 42 chambres, de deux campings totalisant 112 emplacements et d'un autre type d'hébergement collectif avec 484 places de lit.

## Culture locale et patrimoine

### Lieux et monuments
- Le cap Blanc-Nez.
- L'église Saint-Maxime. Elle héberge 7 éléments patrimoniaux, répertoriés dans la base Palissy, inscrits au titre d'objet des monuments historiques[57].
- Le monument dédié à la patrouille de Douvres (1922).
- Le monument aux morts[58].
- Le pigeonnier de La Grand'maison.

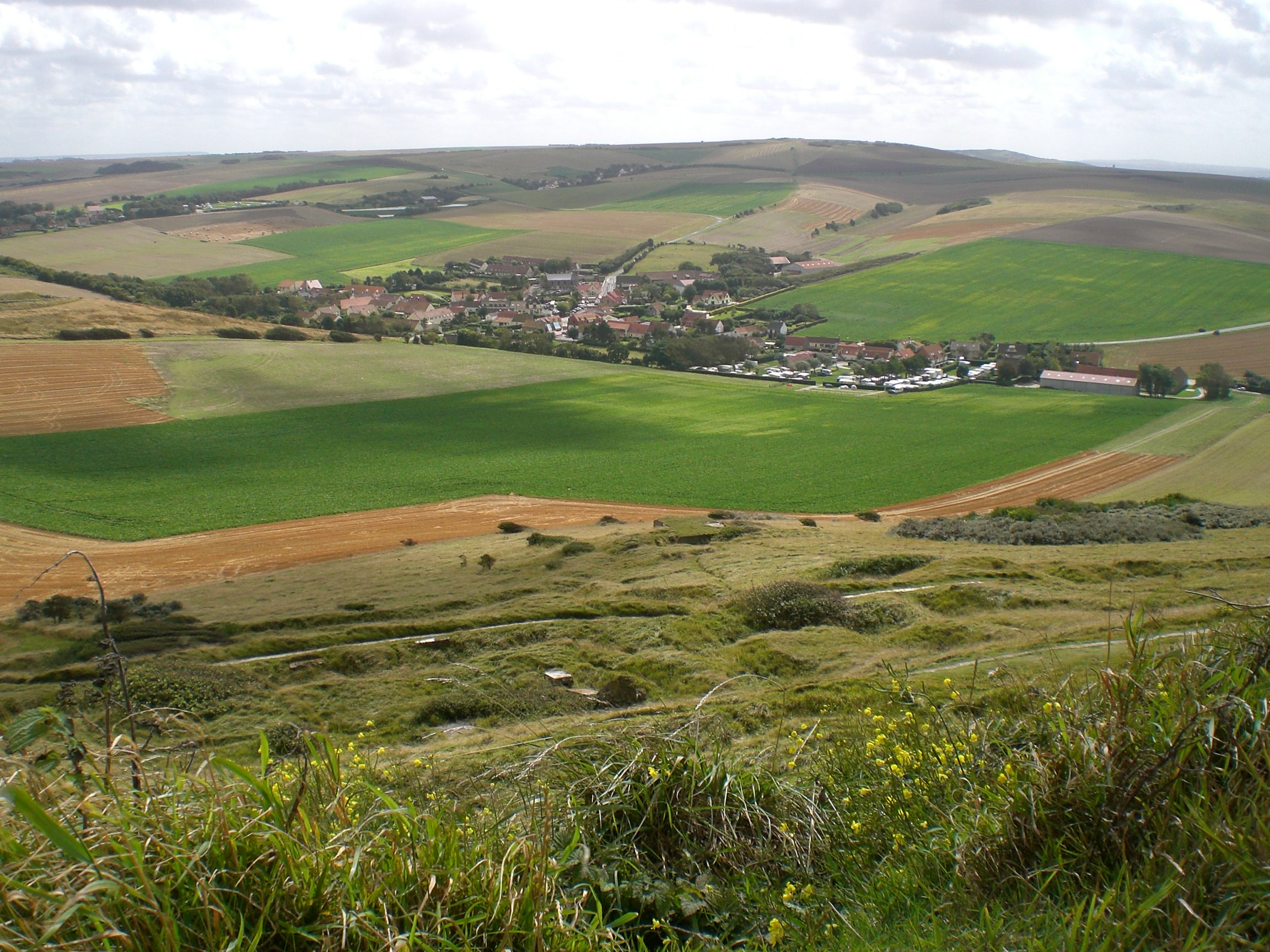
Escalles vue du cap Blanc-Nez.
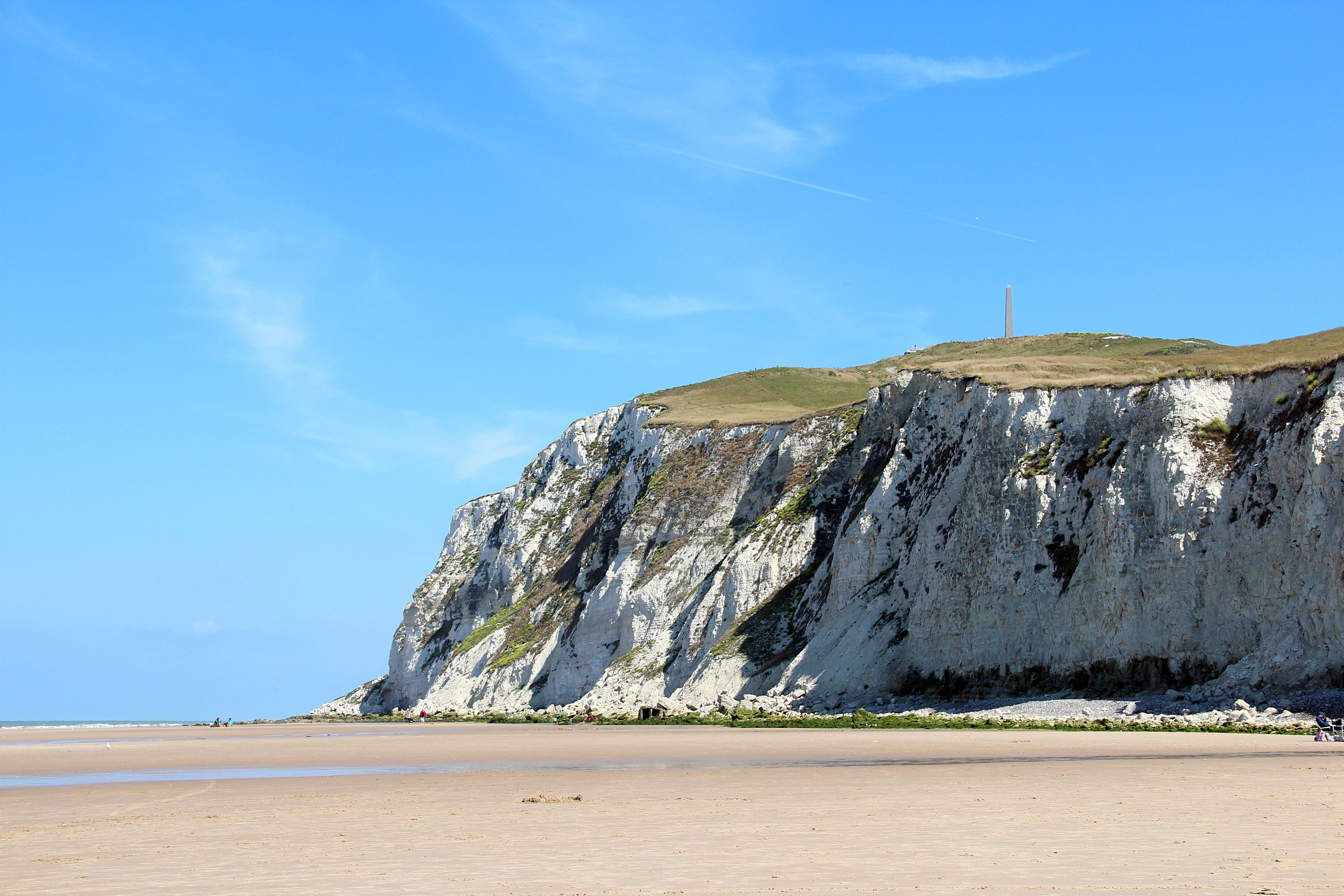
Le cap Blanc-Nez.
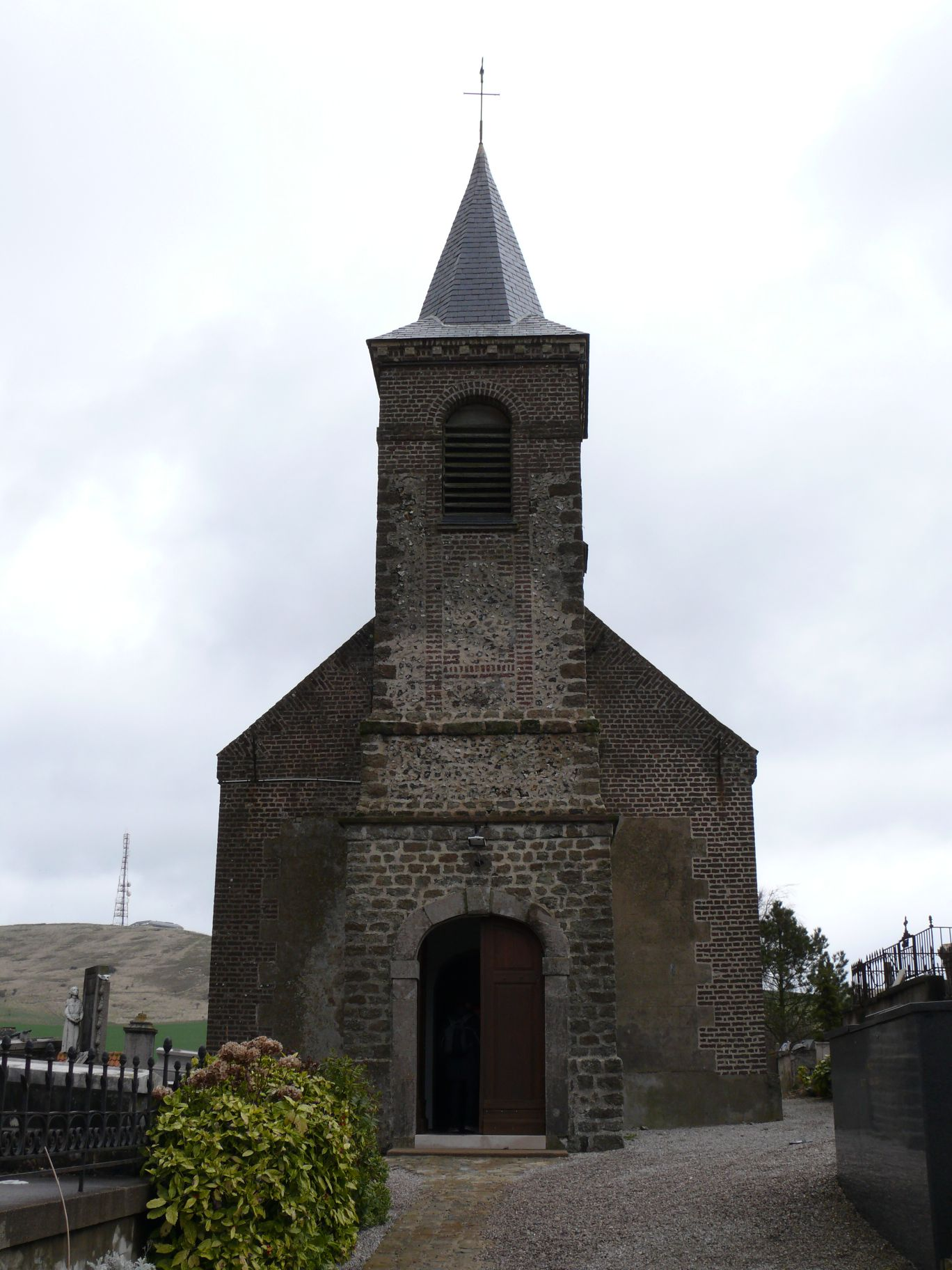
L'église Saint-Maxime.
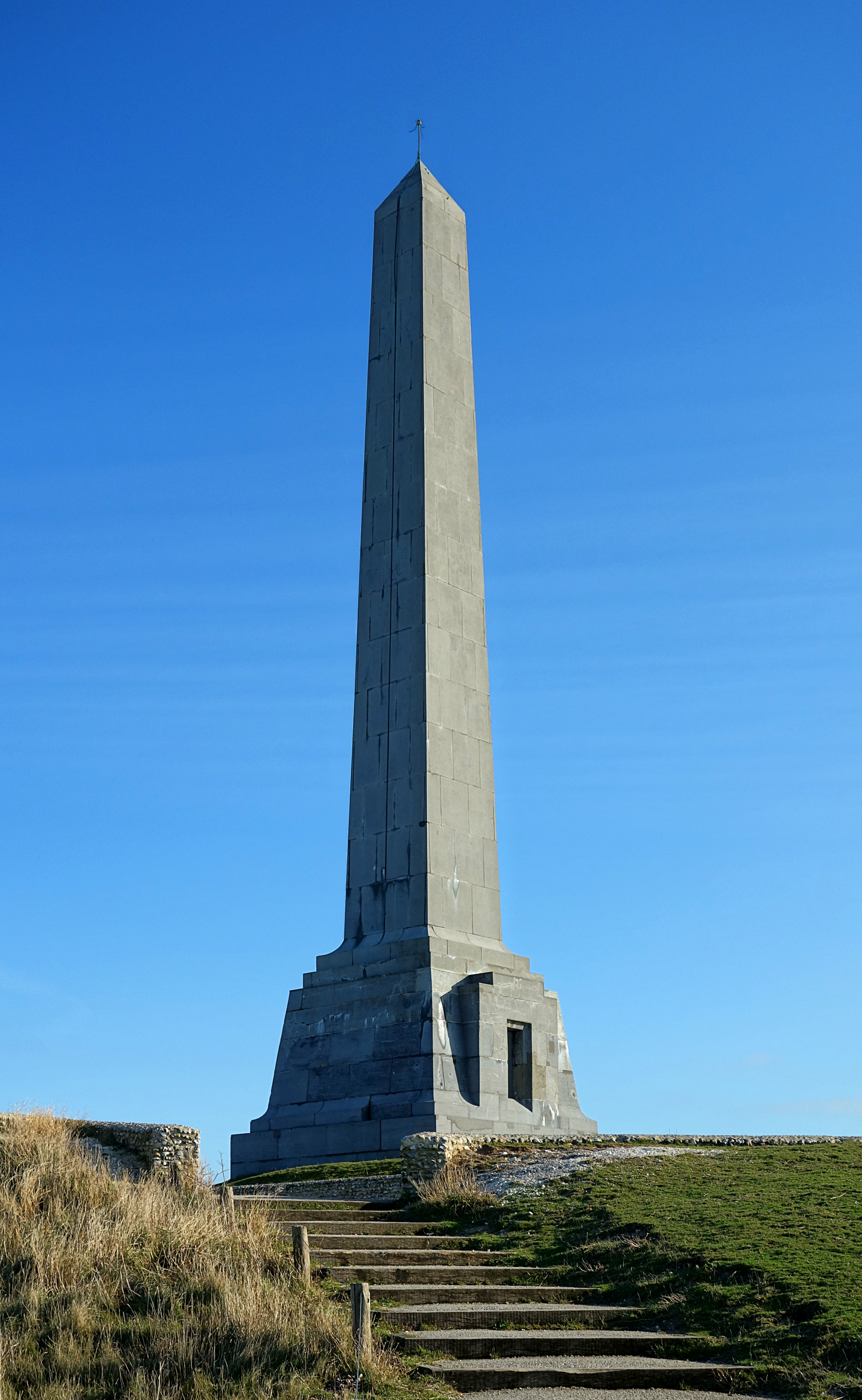
Le monument dédié à la patrouille de Douvres.
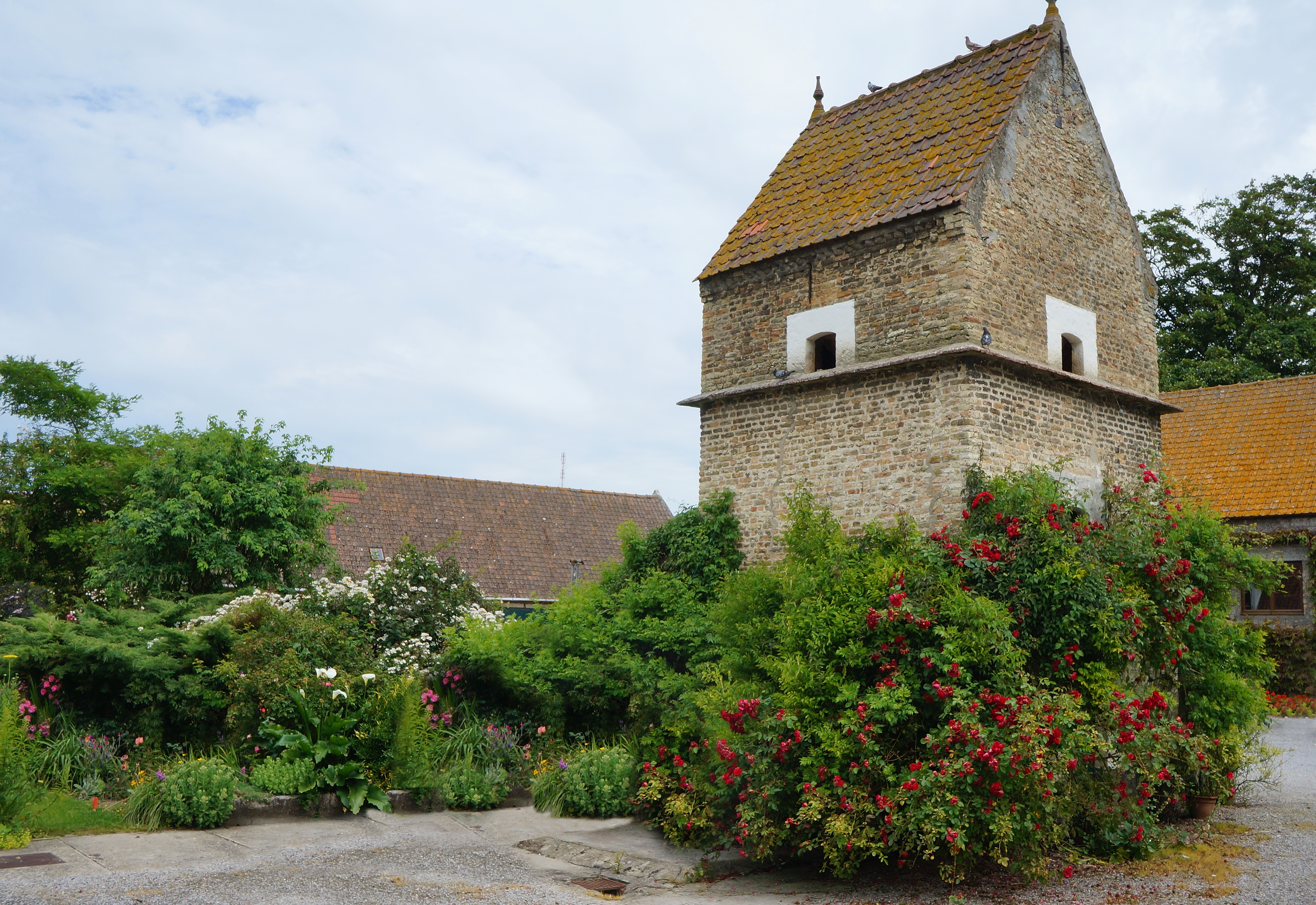
Le pigeonnier de La Grand'maison.

### Escalles au cinéma
L'Amour avec des si, film de Claude Lelouch, comporte certaines scènes tournées sur la commune d'Escalles lors des hivers neigeux de 1962 et 1963, dont une poursuite de voitures.

### Héraldique
| Blason de Escalles | Blason  | D'argent au sautoir de gueules, chargé en cœur d'un tourteau d'azur et accompagné en pointe d'une ombre d'étoile de sable.                |
| Blason de Escalles | Détails | * Il y a là non-respect de la règle de contrariété des couleurs : ces armes sont fautives (azur sur gueules). Adopté par la municipalité. |

## Pour approfondir